# Argen (Fedje)
Ne doit pas être confondu avec Argen.
Argen est une île norvégienne du comté de Vestland appartenant administrativement à Fedje.

## Description
Il s'agit d'un rocher désertique d'une dizaine de mètres 149 m de longueur pour une largeur approximative équivalente. 